# Nephelotus aurivillii
Nephelotus aurivillii är en skalbaggsart som beskrevs av Conrad Ritsema 1914. Nephelotus aurivillii ingår i släktet Nephelotus och familjen långhorningar. Inga underarter finns listade i Catalogue of Life.